# Domo Olímpico de San Juan de los Morros
El Domo Olímpico es un pabellón o gimnasio cubierto multiusos, ubicado en la ciudad de San Juan de Los Morros específicamente en las áreas de la Villa Olímpica «Hugo Chávez». Con una capacidad aproximada de 5500 espectadores, es la sede de Llaneros de Guárico, perteneciente a la Superliga Profesional de Baloncesto.

## Historia
Fue construido en 2007 como parte de la Villa Olímpica y sirvió como sede para realizar algunas competencias deportivas durante los Juegos Deportivos Nacionales Llanos 2007 durante el mandato del gobernador Eduardo Manuitt Carpio.
El primer duelo oficial de baloncesto profesional que se jugó en el recinto fue el 21 de mayo de 2019 cuando Toros de Aragua derrotó al local Llaneros de Guárico por marcador de 94-91 en un encuentro de la Copa LPB 2019.